# Lijst van trekvlinders in Nederland
Hieronder volgt een lijst van trekvlinders in Nederland. De lijst kan inmiddels wel verouderd zijn indien nieuwe vlinders Nederland bereikt hebben.
De volgende vlinders die in Nederland zijn waargenomen worden beschouwd als trekvlinders:
- Koolmot
- Choristoneura murinana
- Epinotia thapsiana
- Zeiraphera griseana
- Epischnia prodromella
- Etiella zinckenella
- Ancylosis obtitella
- Homoeosoma nebulella
- Euchromius ocellea
- Loxostege sticticalis
- Uresiphita gilvata
- Udea ferrugalis
- luipaardlichtmot
- Dolicharthria punctalis
- Diasemia reticularis
- Diasemiopsis ramburialis
- Palpita unionalis
- Spoladea recurvalis
- windepijlstaart
- doodshoofdvlinder
- oleanderpijlstaart
- kolibrievlinder
- wolfsmelkpijlstaart
- gestreepte pijlstaart
- wingerdpijlstaart
- koningspage
- oranje luzernevlinder
- gele luzernevlinder
- zuidelijke luzernevlinder
- atalanta
- distelvlinder
- stalkruidspanner
- oranjerode oogspanner
- roodstreepspanner
- zuidelijke bandspanner
- blauw weeskind
- grote koperuil
- gamma-uil
- zilvervenster
- schijn-gamma-uil
- ni-uil
- turkse uil
- bleekschouderuil
- bleek purperuiltje
- klein purperuiltje
- bonte daguil
- vlekdaguil
- bleke daguil
- katoendaguil
- florida-uil
- zuidelijke grasuil
- kosmopoliet
- blauwvleugeluil
- grote worteluil
- prachtbeer